# Kristina Alsér
Kristina Marie Alsér, anteriormente Schröder, nacida el 7 de noviembre de 1956 en la parroquia de Sankt Lars de Linköping, condado de Östergötland, es una funcionaria y empresaria sueca.

## Carrera
Fue gobernadora del condado de Kronoberg desde el 1 de octubre de 2007 hasta el 30 de septiembre de 2016 y fue presidenta de Swentec. Anteriormente, fue directora general de Mercatus Engineering AB en Vimmerby. En 2011, fue elegida miembro de la Real Academia de Ciencias de la Ingeniería y en 2017 de la Academia de Småland.